# Barnstädt
Barnstädt település Németországban, azon belül Szász-Anhalt tartományban. Lakosainak száma 957 fő (2023. december 31.). Barnstädt Querfurt, Steigra és Nemsdorf-Göhrendorf községekkel határos.

## Népesség
A település népességének változása:
| Lakosok száma | 993  | 995  | 976  | 966  | 957  |
|               | 2017 | 2019 | 2021 | 2022 | 2023 |